# Ґарднеріанська Вікка
Ґарднеріанська Вікка, або Ґарднеріанське відьмарство, є традицією в неоязичницькій релігії Вікка, члени якої були присвячені Джеральдом Ґарднером.
Сама традиція названа на честь Ґарднера (1884—1964), британського державного службовця та вченого-любителя магії. Термін «ґарднеріанство», ймовірно, був введений засновником кокранівського відьмарства Робертом Кокрейном у 1950-х чи 60-х роках, який залишив цю традицію, щоб заснувати власну.
Ґарднер стверджував, що навчився вірувань і практик, які пізніше стануть відомі як Ґарднеріанська Вікка, від шабашу Нью-Форест, який нібито присвятив його до своїх лав у 1939 році. З цієї причини Ґарднеріанська Вікка зазвичай вважається найдавнішою створеною традицією Вікки, з якої походить більшість наступних вікканських традицій.
З шабашу Нью-Форест Ґарднер сформував власний шабаш Брікет-Вуд і, у свою чергу, присвятив багатьох відьом, у тому числі серію Верховних Жриць, засновуючи нові шабаші та продовжуючи ініціацію більшої кількості вікканців у традицію. У Великій Британії, Європі та більшості країн Співдружності зазвичай розуміють, що особа, яка самовизначається як вікканець, претендує на ініціаційне походження від Ґарднера або через ґарднеріанську Вікку, або через похідну гілку, таку як Александрійська Вікка чи Алгардська Вікка. В інших місцях ці традиції називають «британською традиційною Віккою».